# キューバ・リブレ
キューバ・リブレ（Cuba libre）とは、冷たいタイプのロングドリンクに分類される、ラム酒をベースとするカクテルの1つである。瓶詰のコーラを用いるカクテルとしては極めて古いものの一つ。「世界で最もオーダーが多いカクテル」と呼ばれる。

## 日本語での表記
日本では英語とスペイン語が混ざって「キューバ・リブレ」と呼ばれることもある他、英語風に「キューバ・リバー」、スペイン語風に「クーバ・リブレ」「クバ・リブレ」と呼ばれることもある。本稿では、以降キューバ・リブレの表記を用いる。なお、「キューバ・リバー」と呼ぶ場合に「キューバの河（Cuba River）」と勘違いしていることがある。

## 歴史
第二次キューバ独立戦争の合言葉として使われた「Viva Cuba Libre（ビバ・クバ・リブレ、キューバの自由万歳）」にちなんで作られたカクテル。第二次キューバ独立戦争は1898年4月に米西戦争となり、アメリカが勝利したことで、スペインはキューバの主権を破棄し、1902年5月20日にキューバは独立して1つの国家としての歴史をスタートする。その独立を祝う為に生まれたカクテルがまさしくキューバ･リブレであった。
なお、コカ・コーラの誕生は1886年、瓶詰めとして販売されるようになったのは1894年からである。
キューバ・リブレの考案者、発祥は不明であるが、バカルディキューバでは、以下のような説を自社のWebサイトで公開している。
キューバ米国軍政府のファウスト・ロドリゲス（Fausto Rodriguez）がしばしば同行させていたアメリカ陸軍通信部隊のラッセル大尉（Captain Russell）はハバナのアメリカン・バーでバカルディのラム酒とコカ・コーラとライムを絞ったジュースを飲むのがお気に入りであった。1900年8月のある日、ラッセル大尉のお気に入りは他のアメリカ兵に気付かれ、数分後にはバー全体で飲まれるようになった。その際の乾杯(Toast)の言葉として「スペイン語: por Cuba libre（「キューバの自由」のために）」をラッセル大尉が提案し、これが広まった。
1935年に刊行されたアルバート・スティーブンス・クロケット(Albert S Crockett)のカクテルブック『The Old Waldorf-Astoria Bar Book』には、キューバ・リブレが紹介されている。
1939年にチャールズ・H・ベイカー・ジュニアが発表した『The Gentleman's Companion: Being an Exotic Cookery and Drinking』ではアメリカのノースカロライナ州、シアトル、メキシコシティといった広い範囲でキューバ・リブレ（もしくはラム酒のコーラ割り）が飲まれていることが報告されている。また、アンドリューズ・シスターズによる1945年発売の曲『ラムとコカコーラ』も普及の助けとなった。
以来、現在に至るまで、有名なロングドリンクの一つとして世界中で飲用されている。

## レシピの例
例1
- ラム ＝ 45ml
- ライム・ジュース ＝ 10ml
- コーラ ＝ 95ml
- カットしたライムの実  ＝ 1個
  1. 氷を入れたグラスに、ラムとライム・ジュースを注ぐ。
  2. コーラを注ぎ、軽くステアする。
  3. カットライムをグラスに飾る。

例2
- ホワイト・ラム ＝ 45ml
- ライムの実 ＝ 1/2個
- コーラ ＝ 適量
  1. ライムの実からジュースを絞り、グラスに注ぐ。
  2. グラスに氷を加える。
  3. ラム、コーラをグラスに注ぎ、マドラーを添える。

例3
- ラム（ホワイトまたはゴールド） ＝ 30ml
- コーラ ＝ 90ml程度
- ライムの実  ＝ 1/6個
  1. 氷を入れたグラスに、ラムを注ぐ。
  2. コーラを注ぎ、軽くステアする。
  3. カットしたライムを絞って入れる。

## バリエーション
キューバ・リブレのことを、単に「ラム・コーク（Rum and Coke）」や「ラム・コーラ」と呼ぶこともある。「ラム・コーラにライム・ジュースを加えたカクテルがキューバ・リブレ」と違いを説明されることもある。
キャプテン・コーク (Captain and Coke)
- ラム酒にキャプテン・モルガン スパイスト・ラムを使用する。ライム・ジュースは使用しない。

ウィッチ・ドクター (Witch Doctor)
- コーラの代わりに、ドクターペッパーを使用する。

ホット・キューバ・リブレ (Hot Cuba Libre)
- キューバ・リブレにチリソースを加える。

## 文化における影響
- ラムとコカコーラ - アンドリューズ・シスターズによる1945年発売の曲
- ラム・コークはいかが - 大場久美子の曲。アルバム『微笑のメロディー』に収録。
- トレーラーパークボーイズ - カナダのテレビドラマ。主要人物のジュリアンがキューバ・リブレを持ち歩いている。